# Fredrik Eichstädt
Christian Carl Fredrik Eichstädt, född 28 augusti 1855 i Tofta socken, Malmöhus län, död 23 maj 1910 i Göteborg, var en svensk mineralog och kemist. 
Eichstädt blev student vid Lunds universitet 1874, filosofie kandidat 1877, filosofie licentiat 1882 och filosofie doktor samma år på avhandlingen Skånes basalter mikroskopiskt undersökta och beskrifna samt var docent i geologi vid Lunds universitet 1882–1890. Han var uppförd i andra förslagsrummet till professuren i mineralogi och geologi vid Uppsala universitet 1889, lärare i kemi samt mineralogi och geognosi vid Chalmers tekniska läroanstalt från 1890, tillika bibliotekarie där från 1891, lärare vid Göteborgs handelsinstitut från 1890 och intendent vid Göteborgs museums mineralogiska avdelning från 1894. Han var verksam som vetenskaplig författare samt uppfann och patenterade i Sverige och utlandet flera kemisk-tekniska förfaringssätt. Han invaldes som ledamot av Kungliga Vetenskaps- och Vitterhetssamhället i Göteborg 1897.